# For Your Eyes Only (nummer)
For Your Eyes Only is het themanummer van de twaalfde James Bond-film For Your Eyes Only uit 1981. Het nummer wordt gezongen door de Schotse zangeres Sheena Easton. Het nummer werd op 18 juni van dat jaar op single uitgebracht.

## Achtergrond
De plaat werd gemaakt voor de twaalfde James Bond-film For Your Eyes Only uit 1981. Aanvankelijk werd de band Blondie gevraagd om het nummer in te zingen. Ze kwamen met hun eigen nummer For Your Eyes Only (uitgebracht in 1982), maar de voorkeur ging uit naar Easton. De plaat werd net als de film een wereldwijde hit. Door deze plaat werd Easton voor het eerst serieus genomen in de Verenigde Staten, waar de plaat de 4e positie bereikte in de Billboard Hot 100. In Eastons' thuisland het Verenigd Koninkrijk bereikte de plaat de 8e positie in de UK Singles Chart.
In Nederland werd de plaat vanaf augustus 1981 veel gedraaid op Hilversum 3 en werd een gigantische hit in de destijds drie hitlijsten op de nationale popzender. De plaat bereikte de nummer 1-positie in zowel de Nederlandse Top 40, Nationale Hitparade als de TROS Top 50. In de Europese hitlijst op Hilversum 3, de TROS Europarade, werd eveneens de nummer 1-positie bereikt.
In België bereikte de plaat de 5e positie in de Vlaamse Ultratop 50 en de 6e positie in de Vlaamse Radio 2 Top 30.
Easton is de eerste en (tot nu toe) enige artiest die te zien is tijdens de openingstitels van de Bondfilm waar het nummer in is te horen (hierbij moet wel worden genoemd dat Madonna, die het nummer Die Another Day zong niet te zien was tijdens de titels, maar wel een rol had in de film). Easton is een van de slechts drie Schotten die een Bondnummer hebben gezongen. De anderen zijn Lulu voor The Man With The Golden Gun en Shirley Manson (als onderdeel van de band Garbage) voor The World Is Not Enough.
For Your Eyes Only is te vinden op het originele filmsoundtrackalbum en vele filmmuziek-compilatiealbums.

## Tracklist
1. For Your Eyes Only
2. For Your Eyes Only (Instrumentaal)

## Hitnoteringen

### Nederlandse Top 40
| "For Your Eyes Only" in de Nederlandse Top 40 - binnen: 15-08-1981 | "For Your Eyes Only" in de Nederlandse Top 40 - binnen: 15-08-1981 | "For Your Eyes Only" in de Nederlandse Top 40 - binnen: 15-08-1981 | "For Your Eyes Only" in de Nederlandse Top 40 - binnen: 15-08-1981 | "For Your Eyes Only" in de Nederlandse Top 40 - binnen: 15-08-1981 | "For Your Eyes Only" in de Nederlandse Top 40 - binnen: 15-08-1981 | "For Your Eyes Only" in de Nederlandse Top 40 - binnen: 15-08-1981 | "For Your Eyes Only" in de Nederlandse Top 40 - binnen: 15-08-1981 | "For Your Eyes Only" in de Nederlandse Top 40 - binnen: 15-08-1981 | "For Your Eyes Only" in de Nederlandse Top 40 - binnen: 15-08-1981 | "For Your Eyes Only" in de Nederlandse Top 40 - binnen: 15-08-1981 | "For Your Eyes Only" in de Nederlandse Top 40 - binnen: 15-08-1981 | "For Your Eyes Only" in de Nederlandse Top 40 - binnen: 15-08-1981 |
| Week                                                               | 1                                                                  | 2                                                                  | 3                                                                  | 4                                                                  | 5                                                                  | 6                                                                  | 7                                                                  | 8                                                                  | 9                                                                  | 10                                                                 | 11                                                                 |                                                                    |
| ------------------------------------------------------------------ | ------------------------------------------------------------------ | ------------------------------------------------------------------ | ------------------------------------------------------------------ | ------------------------------------------------------------------ | ------------------------------------------------------------------ | ------------------------------------------------------------------ | ------------------------------------------------------------------ | ------------------------------------------------------------------ | ------------------------------------------------------------------ | ------------------------------------------------------------------ | ------------------------------------------------------------------ | ------------------------------------------------------------------ |
| Nummer                                                             | 26                                                                 | 14                                                                 | 7                                                                  | 4                                                                  | 1                                                                  | 1                                                                  | 2                                                                  | 3                                                                  | 6                                                                  | 14                                                                 | 28                                                                 | uit                                                                |

### Nationale Hitparade
| "For Your Eyes Only" in de Nationale Hitparade - binnen: 15-08-1981 | "For Your Eyes Only" in de Nationale Hitparade - binnen: 15-08-1981 | "For Your Eyes Only" in de Nationale Hitparade - binnen: 15-08-1981 | "For Your Eyes Only" in de Nationale Hitparade - binnen: 15-08-1981 | "For Your Eyes Only" in de Nationale Hitparade - binnen: 15-08-1981 | "For Your Eyes Only" in de Nationale Hitparade - binnen: 15-08-1981 | "For Your Eyes Only" in de Nationale Hitparade - binnen: 15-08-1981 | "For Your Eyes Only" in de Nationale Hitparade - binnen: 15-08-1981 | "For Your Eyes Only" in de Nationale Hitparade - binnen: 15-08-1981 | "For Your Eyes Only" in de Nationale Hitparade - binnen: 15-08-1981 | "For Your Eyes Only" in de Nationale Hitparade - binnen: 15-08-1981 | "For Your Eyes Only" in de Nationale Hitparade - binnen: 15-08-1981 | "For Your Eyes Only" in de Nationale Hitparade - binnen: 15-08-1981 |
| Week                                                                | 1                                                                   | 2                                                                   | 3                                                                   | 4                                                                   | 5                                                                   | 6                                                                   | 7                                                                   | 8                                                                   | 9                                                                   | 10                                                                  | 11                                                                  |                                                                     |
| ------------------------------------------------------------------- | ------------------------------------------------------------------- | ------------------------------------------------------------------- | ------------------------------------------------------------------- | ------------------------------------------------------------------- | ------------------------------------------------------------------- | ------------------------------------------------------------------- | ------------------------------------------------------------------- | ------------------------------------------------------------------- | ------------------------------------------------------------------- | ------------------------------------------------------------------- | ------------------------------------------------------------------- | ------------------------------------------------------------------- |
| Nummer                                                              | 41                                                                  | 20                                                                  | 9                                                                   | 3                                                                   | 1                                                                   | 1                                                                   | 2                                                                   | 4                                                                   | 7                                                                   | 17                                                                  | 47                                                                  | uit                                                                 |

### TROS Top 50
Hitnotering: 06-08-1981 t/m 22-10-1981. Hoogste notering: #1 (3 weken).

### TROS Europarade
Hitnotering: 30-08-1981 t/m 22-11-1981. Hoogste notering: #1 (1 week).

### NPO Radio 2 Top 2000
| Nummer met noteringen in de NPO Radio 2 Top 2000 | '99  | '00  |
| ------------------------------------------------ | ---- | ---- |
| For Your Eyes Only                               | 1326 | 1882 |

1. ↑  Een vetgedrukt getal geeft de hoogste notering aan.
2. ↑  Deze tabel is bijgewerkt tot en met de laatste editie (2024).